# Y̆
La Y con breve (Mayúscula: Y̆ minúscula: y̆) es una letra del alfabeto latino utilizada en la romanización ALA-LC de Mordvino. Esta es la letra Y diacrítico de un breve resumen.

## Codificación
La Y con breve se puede representar con los siguientes caracteres en Unicode:
| forma     | representación | Puntos de código | descripción                        |
| --------- | -------------- | ---------------- | ---------------------------------- |
| Mayúscula | Y̆              | U+0059 U+0306    | Letra mayúscula latina Y con breve |
| minúscula | y̆              | U+0079 U+0306    | Letra minúscula latina Y con breve |